# Downer-Gletscher
Der Downer-Gletscher ist ein 26 km langer Gletscher im ostantarktischen Kempland. Er fließt in östlicher Richtung zum Edward-VIII-Schelfeis, das er unmittelbar nördlich des Wilma-Gletschers erreicht.
Eine Schlittenmannschaft um den australischen Geodäten und Kartographen Robert George Dovers (1921–1981) kartierten ihn 1954 im Rahmen der Australian National Antarctic Research Expeditions. Luftaufnahmen entstanden 1956. Das Antarctic Names Committee of Australia (ANCA) benannte den Gletscher nach Graham Kent Downer (* 1921) von der Royal Australian Air Force, Geräte- und Elektromechaniker auf Mawson-Station im Jahr 1958.